# Karl Siegfried
Karl Gustav Adolf Siegfried, född den 22 januari 1830 i Magdeburg, död den 9 januari 1903 i Jena, var en tysk teolog.
Siegfried blev gymnasielärare 1858 i Guben och 1860 i Magdeburg samt professor 1865 i Pforta och 1875 i Jena. Bland hans skrifter märks Spinoza als Kritiker und Ausleger des Alten Testaments (1867), Philo von Alexandria (1875), Lehrbuch der neuhebräischen Sprache und Litteratur (med Hermann Leberecht Strack, 1884) och Hebräisches Wörterbuch zum Alten Testamente (med Bernhard Stade, 1893).